# 일본 공안조사청

PSIA

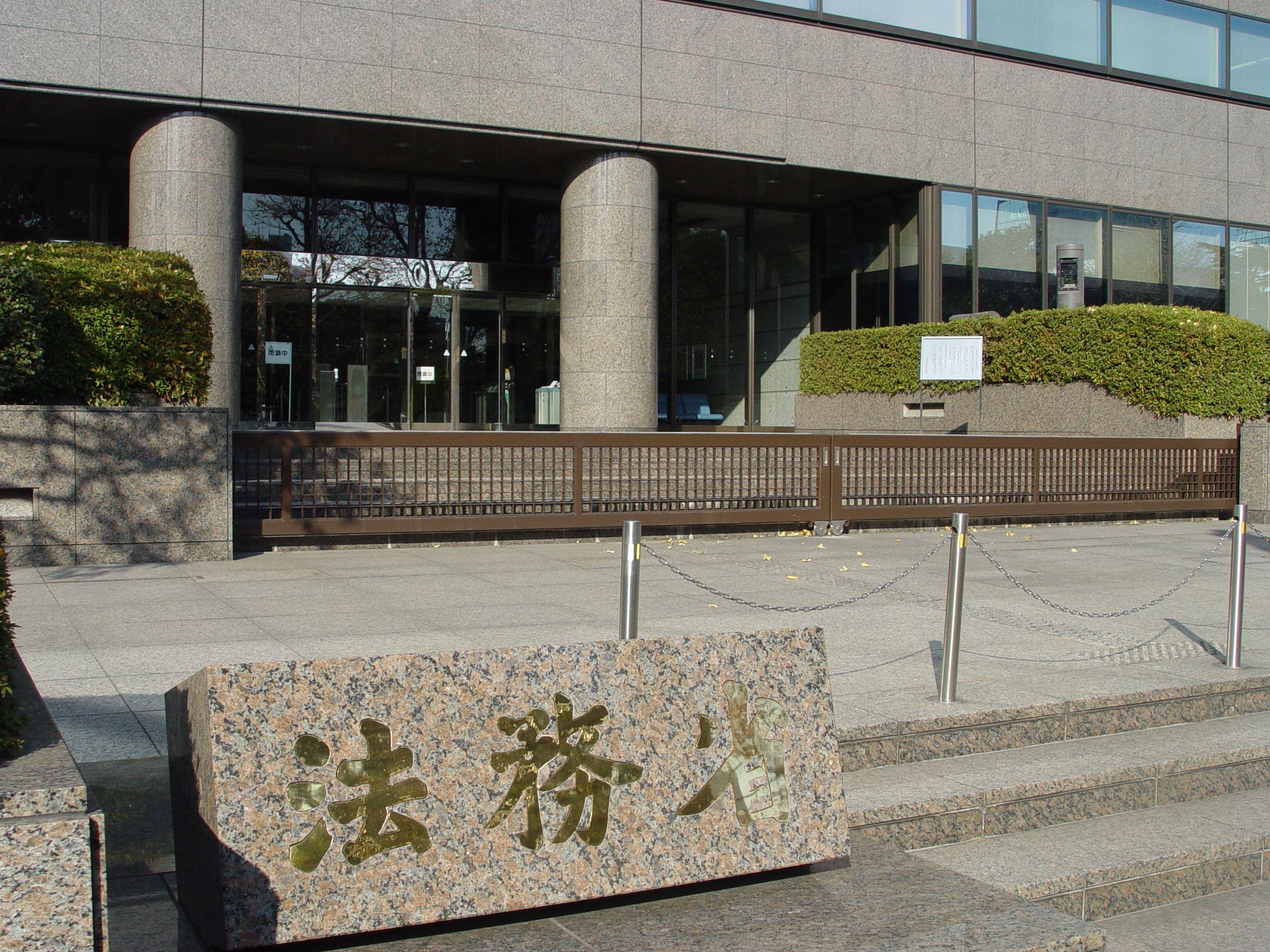
법무성 내부에 위치하고 있다

공안조사청(公安調査庁, 영어: Public Security Intelligence Agency. PSIA)은 일본의 법무성 산하에 있는 정보기관이다. 주로, 일본의 국내첩보를 수집하며, 해외첩보에 대해서는 내각정보조사실이 담당하고 있다.

## 역사
PSIA는 1952년 7월 21일 창설되었다. 2016년 현재 일본은 세계 5위의 정보기관을 보유했다고 평가받는데, 그 핵심에 일본 법무부 공안조사청이 있다. 다른 정보기관들도 많지만, 1500명 규모의 공안조사청이 매우 크며, 해외첩보까지 수집하고 있다. 법무부 산하 기관이지만, 총리가 직접 챙기는 정보기관으로 알려져 있다.
PSIA는 수사권이 없다. 즉, 일본 경찰처럼 법원의 영장을 통한 강제수사권은 없고, 일반국민, 외국인, 신문기자들처럼 임의수사권만 있다. 그러나 파괴방지법을 적용해 '공안유해 단체'를 해산시킬 수 있는 권한을 갖고 있다.

## 규모
일본 법무부 공안조사청 PSIA의 직원은 1,500명이다. 연간 예산은 200억 엔(약 2000억 원)이다.
이스라엘 총리 직속 모사드의 직원은 1,200명이다. 모사드의 협조자 '사야님'은 전세계에 35,000명으로서, 20,000명은 현재 활용중인 협조자이고, 나머지 15,000명은 잠재적 협조자인 '슬리퍼'이다. 모사드의 사례를 통해, 공안조사청 1,500명의 규모의 의미를 추정할 수 있다.

## 김대중 납치 사건
가사이 기요시는 신문사 기자를 하다가 법무성 외청인 공안조사청의 위장기관 동아시아무역통신에 입사했다. 가사이는 1967년부터 한국 외교관 김동운과 알고 지냈다. 그는 김동운에게 자위대 정보 요원들을 소개해준 당사자이기도 하다. 그는 1973년 3월 김동운으로부터 "일본과 미국을 오가며 한국 정부를 뒤집으려는 야당 거물이 있으니 일본에 오면 미행 감시를 해달라"는 제의를 받았다. 돈은 얼마든지 낸다고 했다. 가사이가 상사에게 보고한 이 제의는 공안조사청에도 올라갔으나, 발각되면 큰 정치문제가 된다는 이유로 거부하기로 했다. 그는 휴직을 하고 개인적으로 해볼까도 생각했지만 상사가 말려 단념했다.

## 미국 노크 요원 추방
1980년대 CIA는 전세계에서 110명의 노크 요원을 운용했다. CIA가 민간기업에 첩보원을 파견해, 정보를 수집토록 하는 것이 노크(NOC, en:Non-official cover) 요원이다.
존 그윈이라는 전직 CIA 요원은, 자신이 일본의 미국 컨설팅 회사에서 근무할 당시, 일본내에 자신을 포함해 13명의 노크(NOC) 요원이 있었으며 1980년대말 노크의 활동이 노골화되자 일본의 공안조사청이 CIA와의 정기연락회의에서 이에 대해 경고했으나 CIA가 이에 귀를 기울이지 않자 1988년 노크의 사무실을 급습, CIA는 결국 12명의 노크중 10명을 귀국시켰다고 밝혔다.
대부분의 CIA 노크 요원은 미국 유수의 첨단기술회사, 자동차나 식품업체, 은행원 등으로 위장, 아시아, 서유럽, 중남미 등의 우방국가에 파견되며 최저 5년, 길게는 10년 이상 같은 곳에 머무는 경우가 많다.

## 세월호 사건
2014년 세월호 사건과 관련, 산케이 신문 지국장 명예훼손 혐의 사건이 발생했다. 일본 산케이 신문의 서울지국장 가토 다쓰야가 박근혜 대통령을 명예훼손하는 기사를 써서, 2014년 8월부터 집행유예가 선고된 2015년 4월까지 8개월간 출국금지 되었다. 가토 다쓰야가 공안조사청 스파이라는 공식적인 확인은 없지만, 그가 최초에 쓴 뉴스 기사가 공안조사청 비밀 보고서를 출처로 했다고 알려졌다.
아베 총리는 2015년 4월 일본으로 귀국한 가토 다쓰야 지국장과 도쿄 총리관저에서 면담을 가지며 "고생했다. 재판이 계속되니 앞으로도 건강을 조심하라"고 위로했다. 일본 정부는 가토 전 지국장을 선처해줄 것을 한국 정부에 요청했다.
2016년 11월 박근혜-최순실 게이트의 박근혜 대통령 탄핵정국과 관련, 가토 다쓰야는 "외국 특파원을 기소하는 폭거가 다른 나라의 불신을 사고, 정권을 흔드는 것을 예측하지 못했던 것일까"라고 칼럼을 썼다.

## 관련보도
2015년 5월, 2명의 일본인이 스파이 혐의로 중국 랴오닝성(遼寧省)과 저장성(浙江省)에서 중국 당국에 의해 몇개월간 구속되었다. 구속 중인 일본인 가운데 2명은 일본 공안조사청의 의뢰를 받고 중국 군사 정보나 북한의 동향 정보를 수집해왔다고 중국 당국의 심문에서 시인했다.
일본의 법무부 산하 공안조사청은 책자 한권 분량으로 일본 국내는 물론이고 북한을 비롯한 동북아 지역의 동향까지 상세히 조사하여 매년 일반에 공개하고 있다.
공안조사청은 1500여 명의 인력과 연간 200억 엔(약 2000억 원)의 예산으로 테러와 북한 동향파악 등을 담당한다. 영화 007로 유명한 영국 외무부 MI6에는 2006년 현재 약 2000명의 비밀 첩보원이 활동 중인 것으로 알려지고 있는 것과 유사한 규모이다. 영국 국내를 관할하는 영국 내무부 MI5는 2007년 현재 3000명인 직원 수를 4000명으로 늘리기로 했다. 공안조사청은 MI5의 절반 규모이다. 일본 법무부 공안조사청은 미국 법무부 FBI와 같이, 국내 정보기관이라고 알려져 있지만, 중국, 한국, 북한에 대한 해외 스파이도 운영 중으로 알려져 있다.
일본 정보기관 공안조사청 슬로건은 "먼저 고민하라. 그러면 그 뒤가 즐거워질 것이다"(선우후락, 先憂後樂)이다.
법무성 산하 정보기관인 공안조사청은 최근 발간한 2014년 판 내외정세의 회고와 전망에서 장성택 숙청에 대해 “장 씨의 체제 내 존재감이 저하되고 있었다는 점에서 체제의 안정성에 즉시 영향을 미치지는 않겠지만 내정과 대외정책의 변화가 주목된다”고 평가했다.
미국 법무부 FBI와 같은, 일본의 연방수사국(FBI)이라 불리는 법무성 공안조사청은 최근 내놓은 '2007 내외 정세의 회고와 전망’ 보고서에서 북한의 체제 불안정 요인이 증대했고 향후 김정일 국방위원장의 권위가 떨어질 가능성이 있다고 내다봤다.
일본 공안조사청은 2018 평창동계올림픽에 맞춰 약 2개월간 평창에 직원을 파견해 한국 등 각국 정보기관과 공조 체계를 구축하고 북한과 IS, 올림픽 반대 단체 정보 수집에 나설 방침이다.
미국은 해외첩보부로 대통령 직속 CIA(21,000명), 국내첩보부로 법무부 FBI(35,000명)가 있다. 일본은 해외첩보부로 총리 직속 내각정보조사실(150명), 국내첩보부로 법무부 공안조사청(1,500명)이 있는데, 아베 정부는 미국처럼 일본판 CIA를 창설하기 위해 공안조사청의 인력을 넘겨받아 내각정보조사실을 1,000명 규모로 확충하기로 했다.